# Tomasz Frischmann
Tomasz Frischmann (ur. 10 listopada 1972 we Wrocławiu) – polski administratywista; prezes oławskiej Powszechnej Spółdzielni Mieszkaniowej (2003-2014); radny miejski, burmistrz Oławy od 9 grudnia 2014 roku.

## Życiorys
Urodził się w 1972 roku we Wrocławiu, jednak swoje całe życie zawodowe i rodzinne związał z rodzinną Oławą, w której kolejno ukończył szkołę podstawową oraz Liceum Ogólnokształcące im. Jana III Sobieskiego. Po pomyślnie zdanym egzaminie maturalnym podjął studia na kierunku administracja na Wydziale Prawa, Administracji i Ekonomii Uniwersytetu Wrocławskiego, które ukończył zdobyciem tytułu zawodowego magistra. Po ukończeniu studiów podjął pracę w oławskiej Powszechnej Spółdzielni Mieszkaniowej. W 1998 roku został jej członkiem Rady Nadzorczej, a w 2003 roku prezesem.
W wyborach samorządowych w 2006 roku uzyskał mandat radnego w Radzie Miasta Oławy z ramienia Bezpartyjnego Bloku Samorządowego (BBS). Pracował w trzech komisjach Rady Miejskiej: Komisji Rewizyjnej, Komisji Gospodarki Komunalnej, Mieszkaniowej i Ochrony Środowiska oraz Komisji Kultury, Sportu, Rekreacji i Młodzieży. Cztery lata później ponownie wybrano go do rady miasta. Podczas wyborów z 2010 roku uzyskał najwięcej głosów w całym mieście ze wszystkich startujących kandydatów - 407. W Radzie Miejskiej pełnił w latach 2010-2014 funkcję jej wiceprzewodniczącego oraz przewodniczył Komisji Kultury, Sportu, Rekreacji i Młodzieży.
Od 2008 roku jest szefem Dolnośląskiego Stowarzyszenia Zarządców i Administratorów "DOSZAN", skupiającego zarządców nieruchomości, a także członek komisji etyki Polskiej Federacji Rynku Nieruchomości. W latach 2011–2013 powołany przez ministra infrastruktury do Komisji Odpowiedzialności Zawodowej Zarządców Nieruchomości. Należał do współorganizatorów lokalnych finałów Wielkiej Orkiestry Świątecznej Pomocy, członek stowarzyszenia Boks Team w Oławie. Propagator i organizator turniejów w koszykówkę uliczną Street Ball. 
W 2014 roku został wystartował jako kandydat BBS-u na urząd burmistrza Oławy, wygrywając w II turze ze Zdzisławem Brezdeniem z poparciem 53,55% głosów. W 2018 roku uzyskał reelekcję już w I turze wyborów z wynikiem 58,19% głosów. 
W 2024 odznaczony brązowym Medalem za Zasługi dla Policji. 
Jest żonaty. Małżonka Wioletta pracuje jako nauczyciel języka niemieckiego w Szkole Podstawowej nr 8 w Oławie. Mają syna Michała, urodzonego w 2001 roku.